# Swan (Iowa)
Swan és una població dels Estats Units a l'estat d'Iowa. Segons el cens del 2000 tenia 121 habitants.

## Demografia
Segons el cens del 2000, Swan tenia 121 habitants, 39 habitatges, i 31 famílies. La densitat de població era de 71,9 habitants/km².
Dels 39 habitatges en un 43,6% hi vivien nens de menys de 18 anys, en un 64,1% hi vivien parelles casades, en un 5,1% dones solteres, i en un 20,5% no eren unitats familiars. En el 20,5% dels habitatges hi vivien persones soles el 5,1% de les quals corresponia a persones de 65 anys o més que vivien soles. El nombre mitjà de persones vivint en cada habitatge era de 3,1 i el nombre mitjà de persones que vivien en cada família era de 3,61.
Per edats la població es repartia de la següent manera: un 34,7% tenia menys de 18 anys, un 6,6% entre 18 i 24, un 28,9% entre 25 i 44, un 19% de 45 a 60 i un 10,7% 65 anys o més.
L'edat mediana era de 32 anys. Per cada 100 dones de 18 o més anys hi havia 132,4 homes.
La renda mediana per habitatge era de 32.750 $ i la renda mediana per família de 38.125 $. Els homes tenien una renda mediana de 20.833 $ mentre que les dones 17.083 $. La renda per capita de la població era de 12.936 $. Entorn de l'11,4% de les famílies i el 12% de la població estaven per davall del llindar de pobresa.

## Poblacions més properes
El següent diagrama mostra les poblacions més properes.